# 穎容
穎容（？年—？年），字子嚴，陳國長平縣（今河南省周口市）人。博學多通，擅長《春秋左氏》傳，師從太尉楊賜。郡裏舉穎容爲孝廉，州郡徵召、公車徵召，都不願意就職。初平年間，避亂於荊州，學生多達千餘人。劉表任命穎容爲武陵太守，穎容不願意前往。著有《春秋左氏條例》共五萬多字、《春秋釋例》十卷，建安年間去世。

## 延伸阅读
[在维基数据编辑]
 《後漢書·卷79下》，出自范晔《後漢書》

## 外部連結
中國哲學書電子化計劃《後漢書》 （页面存档备份，存于）